# Dichaetomyia brunneitibia
Dichaetomyia brunneitibia är en tvåvingeart som beskrevs av Fritz Isidore van Emden 1965. Dichaetomyia brunneitibia ingår i släktet Dichaetomyia och familjen husflugor. Inga underarter finns listade i Catalogue of Life.